# روبرت فروست (لاعب كريكت)
روبرت فروست (1793 في المملكة المتحدة - ) (بالإنجليزية: Robert Frost)‏ هو لاعب كريكت بريطاني.